# Малишкин
Малишкин (на руски: Малышкин) е село в Стародубски общински окръг на Брянска област в Русия.
Идентификационният код на селото според Общоруския класификатор на обектите на административно-территориално деление (ОКАТО) е: 15250000089.
Със закон на Брянската областна дума от 29.05.2020 г., влязъл в сила на 01.08.2020 г., село Малишкин е включено в състава на ново основания Стародубски общински окръг.
Към 2010 г. населението са едва 2 души – един мъж и една жена.

## География
Намира се в южната част на Брянска област на разстояние приблизително 9 км югозападно по права линия от районния център град Стародуб.

## История
Селото се споменава като хутор в средата на XIX век. На картата от 1941 г. хуторът е посочен като селище с 32 домакинства. През 1964 г. хуторът Малышкин е обединен с хутора Богданов (Парище), образувайки село Малышкин. В средата на XX век е действал колхоз „Първи май“. През 1859 г. в хутора Малышкин (тогава в Стародубски уезд на Черниговска губерния) било учетено 1 домакинство. Споменава се също, че той се наричал също така и Миклашевского (от руски: на Миклашевски), тъй като е бил владение на благородническият род Миклашевски.
До 2019 г. селото е част от Занковското селско поселение (селска община), а от 2019 до 2020 г. е част от Понуровското селско поселение с административен център село Понуровка в Стародубски район до неговото ликвидиране.

## Население
Численост на населението: 6 души през 2002 г. (руснаци 97%), 2 през 2010 г.. В преброяването от 2020/2021 г. вече не се упоменава – вероятно е безлюдно.